# フィッセルヘーヴェデ
フィッセルヘーヴェデ（ドイツ語: Visselhövede, ドイツ語発音: [fisl̩ˈhøːvədə]、低地ドイツ語: Visselhöövd）は、ドイツ連邦共和国ニーダーザクセン州のローテンブルク（ヴュンメ）郡に属す小都市である。リューネブルガー・ハイデに位置する。

## 地理

### 位置
フィッセルヘーヴェデはブレーメン、ハンブルク、ハノーファーの三都市の中心であるリューネブルガー・ハイデ辺縁部フィッセル川（フィッセルバッハ川ともいう）沿いに位置する。市域は主に農業用地が占めている (107.09km2)。26.44km2が森林、5.22km2が建築・公用地である。この街は海抜70mに位置する。市内の最高地点はドレーゲンボステル市区のヘレンベルクで93.4mである。中核市区からフィッセル川、ヒディンゲン市区からローダウ川が湧出する。アラー川右岸の支流である全長22kmのレールデ川も市内に湧出する。

### 市の構成
フィッセルヘーヴェデは中核市区の他、14の周辺市区からなる。ブレックヴェーデル、ブーフホルツ、ドレーセル、ドレーゲンボステル、ヒディンゲン、イェディンゲン、ケッテンブルク、リューディンゲン、ニンドルフ、オッティンゲン、ローゼブルーフ、シュヴィッチェン、ヴェーンゼン、ヴィットロフである。住民のほぼ半数が中核市区、残りの半数が周辺市区に分かれて住んでいる。

### 隣接する市町村
フィッセルヘーヴェデ市と直接境を接する市町村は、キルヒリンテルン（フェルデン郡）、ザムトゲマインデ・ボテル、ノイエンキルヒェン、ゾルタウ、ボムリッツ、ヴァルスローデ（以上、4つはハイデクライス郡）
| ボテル (14km) ローテンブルク (ヴュンメ) (19km) | トーシュテット (51km)                     | ノイエンキルヒェン (11km) シュネーファーディンゲン (21km) |
| フェルデン (アラー) (26km) ブレーメン (66km)   |                                           | ゾルタウ (21km)                                           |
| ニーンブルク (ヴェーザー) (62km)               | ヴァルスローデ (15km) ハノーファー (77km) | バート・ファリングボステル (17km)                         |

## 歴史

### 中世
フィッセルヘーヴェデはフィッセル川の水源の周りに発展した。ここには異教の霊場があった。現存するこの街の最初の文献記録は1258年のものである。1288年の文献は、フィッセルヘーヴェデの下位統治権がフェルデン司教コンラートに移った事を示している。
1432年にフィッセルヘーヴェデ教会区は戦闘によって甚大な被害を受け、中核部は焼失した。フェルデン司教ヨハンは城壁と堀を備え、出入りを2つの門に限定した新しい町を建設した（1450年）。これによってこの町は「フレッケン」の称号を獲得した。

### 近世
1567年に宗教改革がなされた。1629年の皇帝の復旧勅令によってカトリックに復帰したが、1631年に最終的にプロテスタントの町となった。
1645年にフィッセルヘーヴェデは他のフェルデン公領とともにスウェーデン領となった。1712年にデンマーク領となった後、1719年にハノーファー選帝侯ゲオルク・ルートヴィヒがフェルデン公領とともにこの町を獲得した。1805年から1813年までの間はナポレオンに占領され、フランス領となった。1813年10月12日にプロイセン軍によってフランス支配から解放された。その後、フィッセルヘーヴェデはハノーファー王国に属した。1866年以降80年間はプロイセンに属したが、この体制は1946年に戦勝国によって解体された。

### 19世紀から20世紀
1874年のアメリカ線建設により、フィッセルヘーヴェデは鉄道網に結びついた。1890年にヴァルスローデを経由してハノーファーに向かう路線（1986年廃止）が、1906年にはブロッケルを経由してローテンブルク (ヴュンメ) に至る路線（1974年から1982年の間に廃止）が開通した。
1938年にフィッセルヘーヴェデは「都市」の称号を得た。1974年に市町村再編のために近隣の14の町村が合併した。

## 行政
市議会は26議席からなる。

### 紋章
フィッセルヘーヴェデの紋章は銀地に黒いナーゲル十字（下端が尖った十字）。その中央に金のボウルが置かれ、その中に洗礼者ヨハネの首が描かれている。
この紋章は1948年から公式な市章として使われている。これ以前、司教領主エーバーハルト・フォン・ホレ統治下の1581年には別の紋章が用いられていたことが分かっている。

## 文化と見所

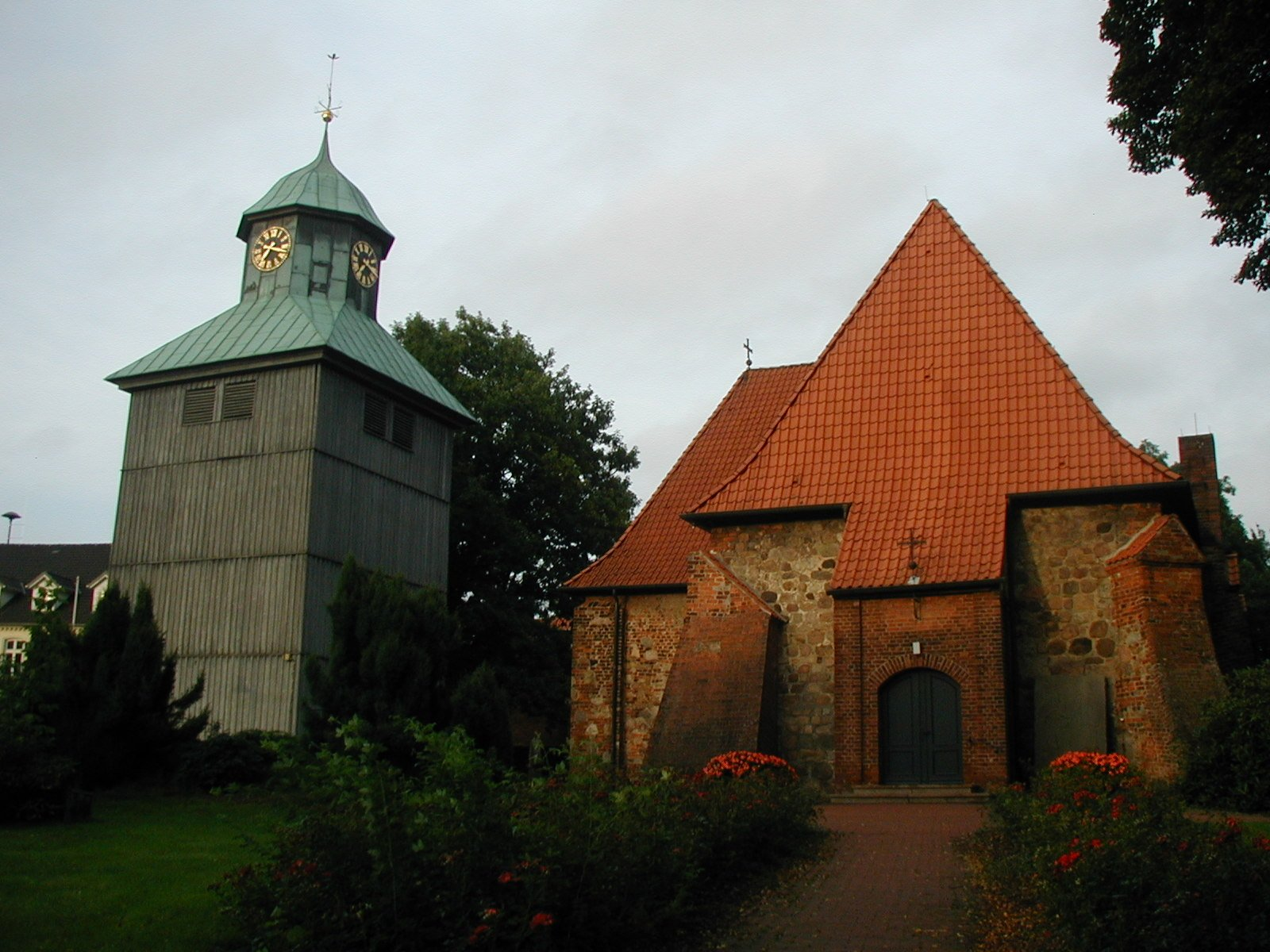
聖ヨハニス教会

この町の見所としては、マルクト広場や小径がある旧市街、12世紀建造の聖ヨハニス教会、フィッセル川水源地や市庁舎が挙げられる。
ブルク通りの修復された旧ビュルガーハウス（ブルジョア階級の市民の家）は、現在フィッセルヘーヴェデ文化・郷土協会の本部となっている。2006年に歴史的なハイデ倉庫周辺がフィッセルホーフとして整備された。
都市近代化整備の一環で、当時あったハチミツ・ミツロウ製造のゾンネンタウは高さ27mの水道塔を一部修復した。水道塔と当時の事務棟には現在、現代美術のギャラリーとアトリエが造られている。2007年からは戸籍役場の出張所が水道塔内に設けられている。結婚する者はここで手続きができる。

## 宗教

### プロテスタント・ルター派
信仰を持つ住民の多くはプロテスタント・ルター派教会（フィッセルヘーヴェデ区の聖ヨハニス教会、ヴィットロフ区の礼拝堂）に属す。これらはブロッケルの聖十字教会、キルヒヴァルゼーデの聖バルトロメウス教会とともにローテンブルク/ヴュンメ教会クライスのフィッセルヘーヴェデ教会地域を形成している。

### ローマ・カトリック教会
カトリック教会はフィッセルヘーヴェデ（ヘルツ・イェズ教会）、ヴァルスローデ、バート・ファリングボステル、ボムリッツ＝ベーネフェルトの教会が教会組織を形成している。

### イスラム教
イスラム教の信者は主にトルコ人やクルド人の家族であるが、アラブ人、イラン人、パキスタン人の家族もいる。彼らはローテンブルク (ヴュンメ)、フェルデン (アラー)、ブレーメンあるいはヴァルスローデの組織に属す。

### その他の宗教
これらの他に新使徒派教会の組織もある。フィッセルヘーヴェデでは、ドイツ全土がそうであるように無宗教の割合が増加している。

## 経済と社会資本
フィッセルヘーヴェデは工業が乏しい街である。かつてこの街にはマッチ製造、ボンボン菓子製造、乗り物製造の工場があった。現在の最も重要な会社は鉱油卸の企業である。
フィッセルヘーヴェデは連邦軍の所在地である。レーンスハイデ兵舎（2006年1月まではメルダース兵舎という名称であった）には 第285災害救護大隊が配置されている。1972年から1992年まではここにコントロール・アンド・レポーティング・センターもあった。
NDRは超短波とテレビの送信所を運営している。アンテナの高さは167mで、1974年に建設された。NDRの放送だけでなく、ヒットラジオ・アンテナや ffn といった民放プログラムや、イギリスのBFBS 1も放送している。

### 社会施設
フィッセルヘーヴェデは大規模な養護施設の所在地である。最寄りの病院はローテンブルク (ヴュンメ) のディアコニー病院、ヴァルスローデのハイデ郡病院およびフェルデンのアラー＝ヴェーザー病院である。健康保険医の救急医療業務については、フィッセルヘーヴェデはヴァルスローデ管区に属す。フィッセルヘーヴェデにはドイツ赤十字社の救急本部があり、ヨハニター事故救急連盟の救護隊詰め所や継続教育に利用される本部がある。健康保険医の救急業務はヴァルスローデ病院の救命救急医が担当する。

## 交通

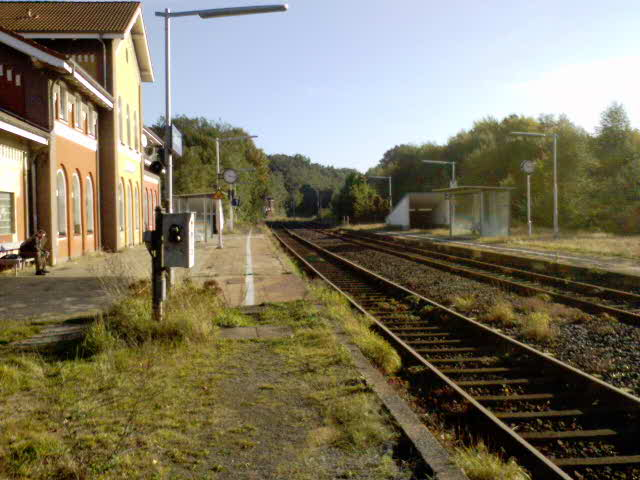
フィッセルヘーヴェデ駅

### 鉄道
フィッセルヘーヴェデには、ユルツェン - ラングヴェーデル線の駅がある。この路線はかつては複線であったが、1987年から単線となり、電化はされていない。以前は、ヴィットルフやブロッケルを経由してローテンブルク (ヴュンメ) に至る路線と、ヴァルスローデ行きのブレーマーフェルデ - ヴァルスローデ線もあったが、現在ではこれらの路線は撤去されている。

### 道路
フィッセルヘーヴェデは連邦道B440号線（ローテンブルク (ヴュンメ) - ドルフマルク）と州道L171号線（フェルデン (アラー) - ノイエンキルヒェン）に面している。周辺のアウトバーンは、ハンブルク方面へはバート・ファリングボステル＝ドルフマルク経由でA7号線を利用するか、ラーデ経由でA1号線を利用する。A27号線を使ってブレーメン方面へ向かうにはフェルデン経由、ハノーファー方面に向かうにはヴァルスローデを経由してこれを利用する。

### 近郊旅客交通
市内交通は基本的に市民バスシステムが担っている。本数が少なかったヴァルスローデ行きのバスは2004年の末に廃止された。これ以外ではヴェーザー＝エムス・バスGmbHがローテンブルク (ヴュンメ)行きのバスを運行している。

## 人物

### 出身者
- クリストファー・フォン・デイレン（1970年 - ）音楽家、音楽プロデューサー、作曲家

## 引用
1. ↑  Landesamt für Statistik Niedersachsen, LSN-Online Regionaldatenbank, Tabelle A100001G: Fortschreibung des Bevölkerungsstandes, Stand 31. Dezember 2023
2. ↑  Max Mangold, ed (2005). Duden, Aussprachewörterbuch (6 ed.). Dudenverl. p. 823. ISBN 978-3-411-04066-7
3. ↑  Rotenburger Rundschau, 14.05.2007